# Noelly Mankatu Bibiche
Noelly Mankatu Bibiche, född 25 november 1980, är en friidrottare från Kongo-Kinshasa. Hon deltog vid olympiska sommarspelen 2004.